# Christian Schneehagen

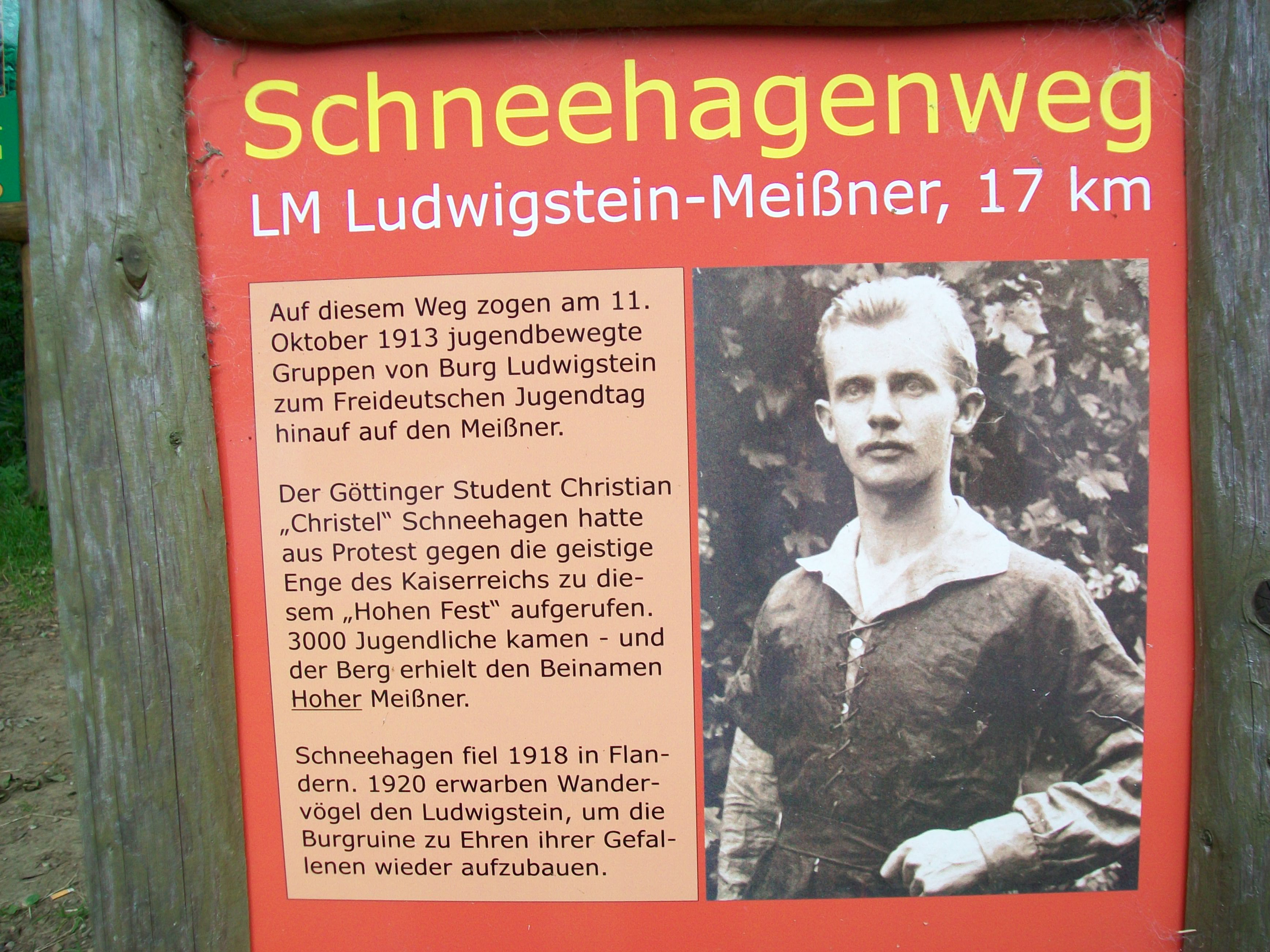
Erinnerungstafel am Christian-Schneehagen-Weg

Christian Schneehagen, genannt Christel (* 25. Dezember 1891 in Barsinghausen; † 25. April 1918 in Bailleul (Nord), begraben in Steenwerck) war ein deutscher Student und Offizier.

## Leben
Christian Schneehagen war der Sohn eines Buchbindermeisters in Barsinghausen. Schon früh schloss er sich der Wandervogel-Bewegung an. Nach dem Abitur studierte er Philologie an der Universität Göttingen, sowie an den Universitäten in München, Heidelberg und Gießen. In Göttingen war er einer der Mitgründer der Deutschen Akademischen Freischar.
Er war der Ideengeber und Organisator für den Ersten Freideutschen Jugendtag 1913 und empfahl den Hohen Meißner als Ort. Ein erstes Treffen zur Vorbereitung fand Pfingsten 1913 in Jena statt. An diesem Treffen nahmen 13 Bünde teil und hier wurden Name, Ort und grober Ablauf des Festes festgelegt. Der Name „Freideutscher Jugendtag“ basiert auf einen Vorschlag des Urbachanten Friedrich Wilhelm Fulda, dem Verantwortlichen der Wandervogel-Führerzeitschrift. Die Vorschläge, nach der eigenen Veranstaltung nach Leipzig zu fahren und vorweg ein „Kulturfest“ in Weimar oder Jena abzuhalten, wurden zugunsten des „Naturfestes“ auf dem Meißner abgelehnt.
Der erste Aufruf im Sommer 1913 erschienen in der Wandervogel Führerzeitung (Heft 7, 1913) wurde im Namen der Deutschen Akademischen Freischar von Knud Ahlborn unterschrieben. Der zweite Aufruf erschien kurze Zeit später im Gaublatt „Nordmark“ des Wandervogel e. V. (Heft 4, 1913) und war erstmals von den veranstaltenden Bünden unterschrieben. Als Festleitung wurde Christian Schneehagen angegeben.

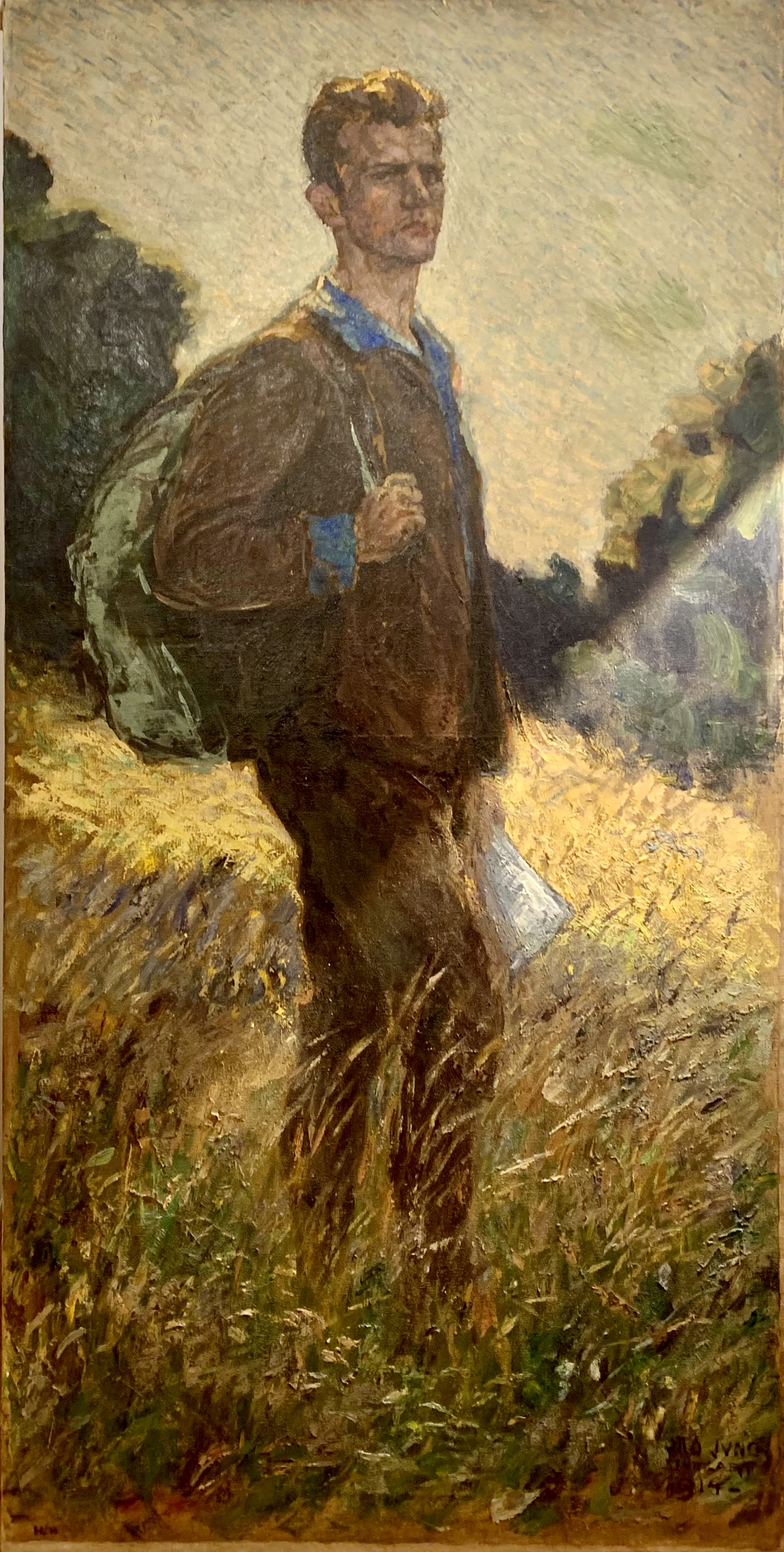
Bild auf Burg Ludwigstein

Christian Schneehagen meldete sich 1914 als Kriegsfreiwilliger zu den Pionieren und war später Leutnant der Reserve. Er fiel 1918 und wurde auf dem Deutschen Soldatenfriedhof in Steenwerck beigesetzt. Christian Schneehagen hinterließ seine Frau, Wilma Schneehagen, geb. Bender, und zwei Töchter, Hilde Barlet, geb. Schneehagen und Trude Döring, geb. Schneehagen.

## Erinnerung
Nach Christian Schneehagen ist der Wanderweg zwischen dem Hohen Meißner und der Jugendburg Ludwigstein benannt. Auf der Burg trägt ein Zimmer seinen Namen. Von Christian Schneehagen existiert ein lebensgroßes Ölbild, welches 1914 vom Stuttgarter Maler Otto Jung angefertigt wurde als Bildnis eines freideutschen Wanderers. Es wurde im Rahmen der Ausstellung "Aufbruch der Jugend" im Germanischen Nationalmuseum in Nürnberg 2013 öffentlich ausgestellt. Das Bild war bis 2014 als Dauerleihgabe auf der Jugendburg Ludwigstein und befindet sich heute wieder in Familienbesitz.

## Werke
- mit Lotte Frucht: Unsere Kleidung: Anregungen zur neuen Männer- und Frauentracht; Für den freideutschen Jugendtag. Hamburg: Saal 1913
- mit Gustav Mittelstraß (Hrsg.): Freideutscher Jugendtag 1913: Reden. Hamburg: Saal 1913